# Duas Igrejas (Miranda do Douro)
Duas Igrejas (em mirandês Dues Eigreijas) é uma povoação portuguesa sede da Freguesia de Duas Igrejas do Município de Miranda do Douro, freguesia com 49,26 km² de área e 558 habitantes (censo de 2021), tendo, por isso, uma densidade populacional de 11,3 hab./km².
A freguesia é composta por quatro aldeias:
- Duas Igrejas (Dues Eigreijas)
- Cércio (Cércio)
- Vale de Mira (Bal de Mira)
- Quinta de Cordeiro (Quinta de Cordeiro)

## Localização
A Freguesia de Duas Igrejas situa-se no Município de Miranda do Douro, no Distrito de Bragança, em Portugal.
Duas Igrejas está inserida na região do Norte (NUTS II) e na sub-região de Terras de Trás-os-Montes (NUTS III), correspondendo à antiga província de Trás-os-Montes e Alto Douro.
Esta freguesia está limitada a Norte pela freguesia de Malhadas, a nordeste pela Freguesia de Miranda do Douro, a sul pela Freguesia de Vila Chã de Braciosa, a sudoeste pela Freguesia de Palaçoulo e a oeste pela Freguesia de Silva e Águas Vivas.

## História
Os primeiros vestígios conhecidos de habitação do povo em Duas Igrejas remetem ao século XVIII com a construção de habitações feitas em pedra, na maioria com 1 piso ou 2 pisos. Um bom exemplo é a Igreja de Santa Eufémia, construída no mesmo século. Desde este tempo que a agricultura e a pecuária, produções bastante utilizadas na Idade Média, tiveram um enorme sustento da região, permitindo o desenvolvimento através destes dois tipos de produção.
Com o passar dos anos, já no início do século XX, construiu-se a linha ferroviária pública, financiada pelo estado português, a Linha do Sabor, o que permitiu um bom desenvolvimento da região ao longo das décadas deste século. Hoje a linha encontra-se desativada desde o ano do seu encerramento, em 1986.
No mesmo século, em 1959, construiu-se a Igreja da Nossa Senhora do Monte, o que permitiu que esta freguesia tenha duas igrejas que poderá suceder na origem do nome.

## Tradições
Possui duas importantes igrejas: A Igreja de Santa Eufémia, e a Igreja da Nossa Senhora do Monte de onde faz o orago desta freguesia.
Esta freguesia possui maior movimento no mês de Agosto onde é habitualmente celebrada as Festas em Honra da Nossa Senhora do Monte. É também notável um aumento do movimento nos meses de Dezembro, devido à celebração do Natal. e no mês de onde é celebrado as festividades religiosas da Páscoa, normalmente entre os meses de março e abril. O motivo é a visita dos emigrantes de França , de Espanha e ainda da saída em férias dos portugueses das grandes aglomerações urbanas (como Lisboa e Porto) para este local.

## Ensino

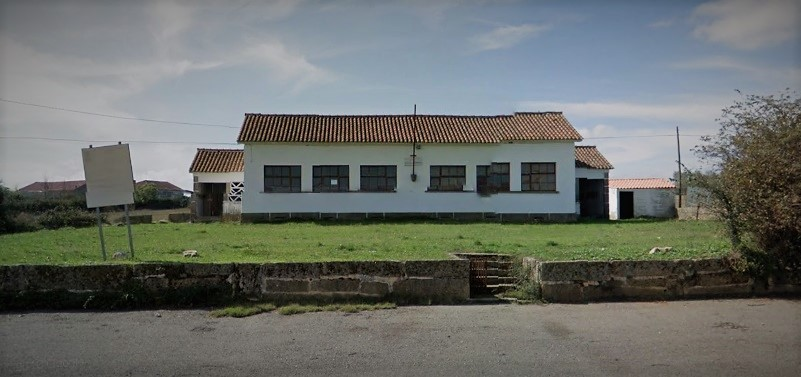
Antiga escola primária, hoje encerrada, localizada em Duas Igrejas.

No século XX chegaram a existir até 3 escolas de ensino inseridas dentro do aglomerado urbano da freguesia. A boa prova foi o grande aumento da população que se fez sentir nesta freguesia, principalmente durante o início do século XX.
Uma das escolas (a da imagem em baixo) foi construída por ordem de Salazar.
Com a diminuição do número de estudantes nesta freguesia, as escolas encerraram, passando a ser possível estudar nos locais vizinhos de Sendim e Miranda do Douro.

## Demografia
A população registada nos censos foi:
| Distribuição da População por Grupos Etários | Distribuição da População por Grupos Etários | Distribuição da População por Grupos Etários | Distribuição da População por Grupos Etários | Distribuição da População por Grupos Etários |
| -------------------------------------------- | -------------------------------------------- | -------------------------------------------- | -------------------------------------------- | -------------------------------------------- |
| Ano                                          | 0-14 Anos                                    | 15-24 Anos                                   | 25-64 Anos                                   | > 65 Anos                                    |
| 2001                                         | 68                                           | 94                                           | 376                                          | 206                                          |
| 2011                                         | 39                                           | 47                                           | 287                                          | 226                                          |
| 2021                                         | 38                                           | 30                                           | 210                                          | 280                                          |

## Clima

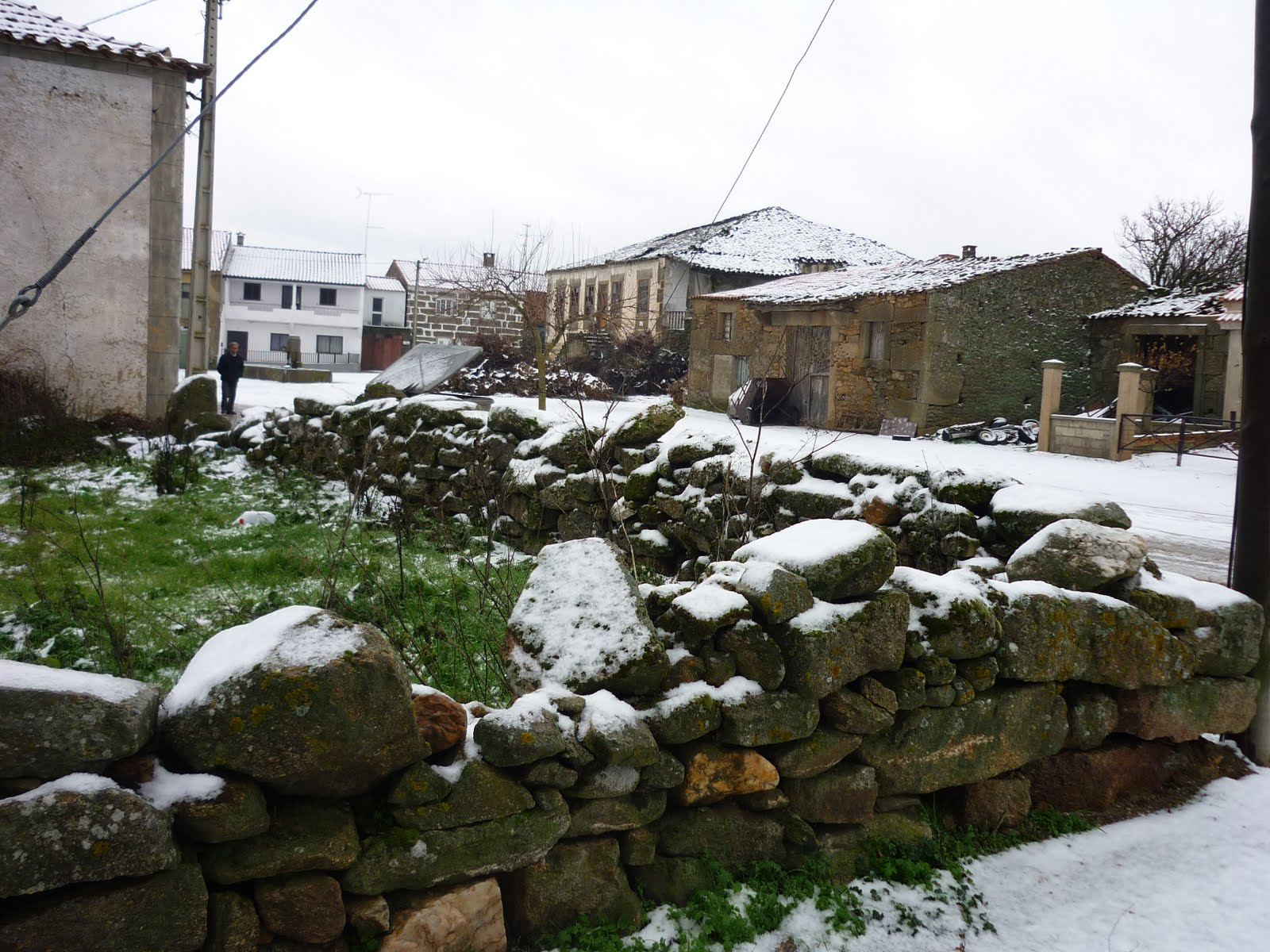
Neve em Duas Igrejas.

O clima nesta freguesia é o habitual de toda a região transmontana, com Verões quentes e secos e Invernos frios e chuvosos. Ou seja, é o clima do tipo mediterrânico com influência de um Clima continental, isto é devido à possibilidade ocorrerem temperaturas negativas abaixo do 0 °C que faz provocar precipitações de neve.
Normalmente, no Inverno costuma de ocorrer fenómenos naturais como a formação de geada, neblina e possibilidade de acontecer precipitações de granizo e neve, esta última devido ao tipo de clima existente nesta zona e também à grande altitude que está presente acima dos 700 m. No Verão as temperaturas podem ser superiores a 30 °C nos dias mais quentes do ano.
A humidade neste local costuma de ser bastante inferior ao normal, nomeadamente devido distância de regiões marítimas, que sucede em valores quase nulos no Verão.

## Personalidades Ilustres
- Rui Pereira ex-Ministro da Administração Interna

## Património
- Igreja de Santa Eufémia (Duas Igrejas)
- Igreja da Nossa Senhora do Monte (Duas Igrejas)
- Capela de São Bartolomeu
- Associação de Pauliteiros de Duas Igrejas - Miranda do Douro
- Abrigo rupestre da Solhapa
- Estação terminal da Linha do Sabor, com um conjunto de azulejos.

### Figura zoomórfica de um berrão (porco)
Em julho de 2020 foi descoberto uma figura zoomórfica que representa um berrão (porco) e que os arqueólogos datam entre os séculos IV e I a.C.. A figura tem um comprimento de 1,60 metros e cerca de 80 centímetros de altura por 30 de espessura. A escultura pesa cerca de uma tonelada, sendo esculpida em granito.

## Ligação ferroviária

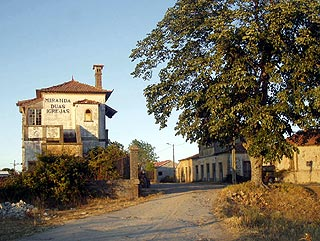
Antiga estação de Duas Igrejas, hoje sem serviço.

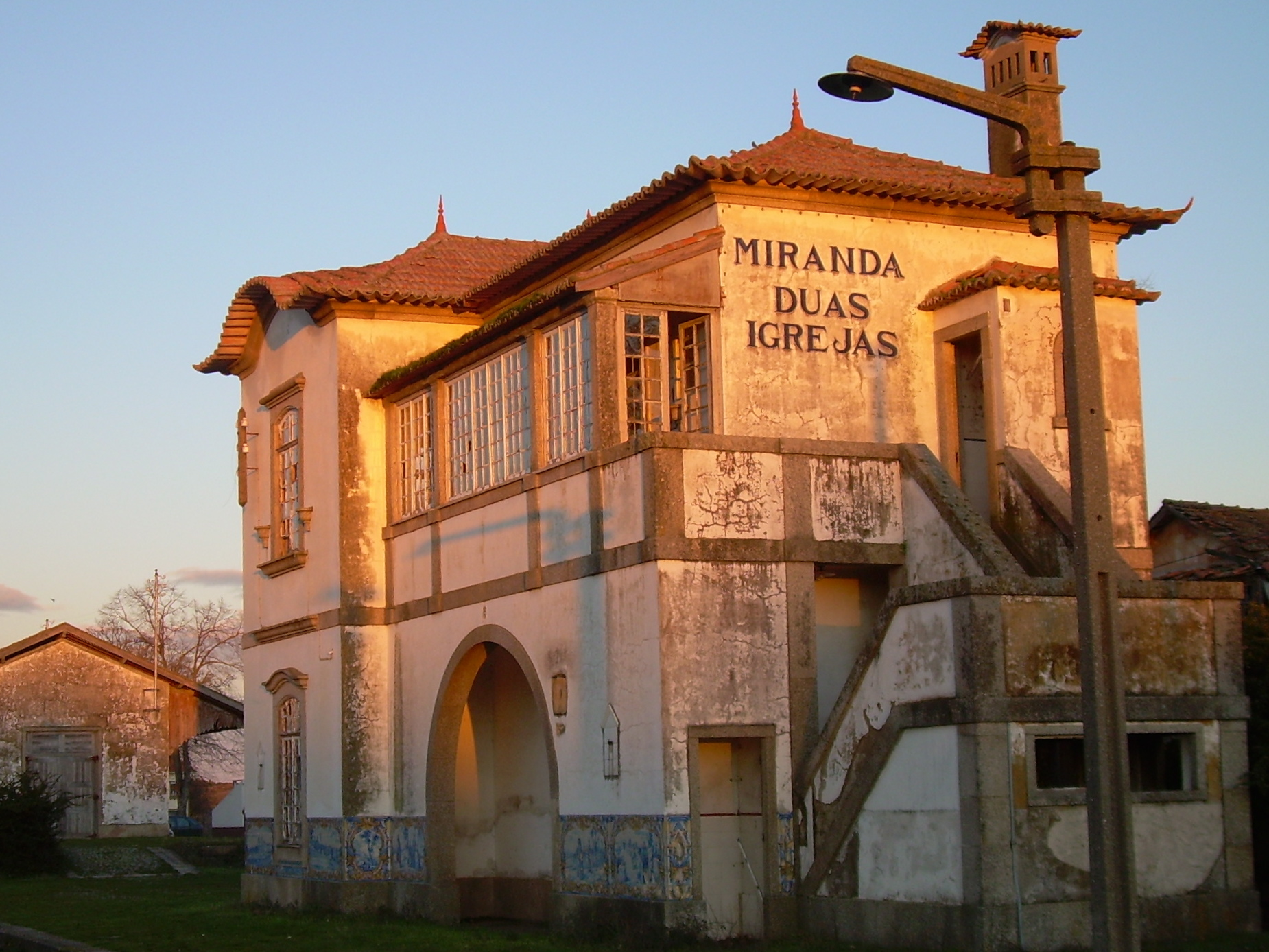
Estação de Duas Igrejas, na Linha do Sabor.

No século XX existiu uma ligação ferroviária que começava no Pocinho e terminava em Duas Igrejas (Miranda do Douro). Na altura a principal ligação entre as regiões transmontanas era o comboio e por isso chegou-se a construir uma ligação ferroviária que ajudasse a fazer uma ligação a estas regiões com o objetivo de desenvolver mais este tipo de locais e regiões e de permitir também uma melhor ligação entre o planalto Mirandês e o Douro, ou até mesmo para a cidade (Porto). O nome da ligação ferroviária era denominada como Linha do Sabor.
Com os anos construíram-se estradas e desenvolveram-se ligações rodoviárias e assim o comboio começou a perder valor cuja consequência foi o abandono e término das ligações ferroviárias neste tipo de regiões que veio a acontecer em 1988. Desde esse ano que a principal ligação para estas regiões é a rodoviária que continua em constante crescimento até aos dias de Hoje, como o surgimento de vias-rápidas rodoviárias como o IC5 (Itinerário Complementar 5) e a recém popularmente utilizada durante várias décadas a estrada nacional 221.

## Festividades
- Nossa Senhora do Monte (5 a 15 de agosto)
- Santo Estêvão (26 de dezembro)
- São João (27 de dezembro)

### Procissões religiosas
- Procissão dos Passos (Bianualmente, no Domingo anterior ao Domingo de Páscoa)
- Procissão de Santa Bárbara (Maio)
- Procissão em Honra da Nossa Senhora do Monte (15 de Agosto)
- Procissão em Honra de Santo Estêvão (26 de Dezembro)
- Procissão em Honra de São João (27 de Dezembro)

## Acessos

### Rodoviários
- IC5
  - Duas Igrejas - Mogadouro - Alfândega da Fé - Vila Flor - Carrazeda de Ansiães - Pópulo (Alijó)
- N221
  - Miranda do Douro - Vale de Mira - Cércio - Duas Igrejas - Fonte da Aldeia (Vila Chã da Braciosa) - Sendim - Mogadouro - Freixo de Espada á Cinta - Figueira Castelo Rodrigo - Pinhel - Guarda
- M568
  - CM1119 (Vimioso) - Silva - Duas Igrejas
- CM1126
  - Cércio - Freixiosa (Vila Chã da Braciosa)
- CM 3602
  - Quinta do Cordeiro - N221

## Ligações úteis
- Junta de Freguesia de Duas Igrejas
- Portal Autárquico - Duas Igrejas
- Duas Igrejas na Rota da Terra Fria Transmontana

Localizações
- Openstreetmap
- Google Maps